# HD 107148 b
HD 107148 b – planeta pozasłoneczna okrążająca gwiazdę HD 107148 w czasie około 48 dni. Jest dosyć małą, gazową planetą, a jej masa wynosi co najmniej 70% masy Saturna.